# 磁州酒
磁州酒是河北磁县出产的一种白酒。源于1978年成立的磁县酒厂。酒厂乃因应大跃进至文化大革命期间为扩大茅台生产而推行茅台异地生产试验，和文革时期的“八大名酒进北京”的政治任务而建，文革后建成。时茅台酒厂党委副书记王治为磁县籍人，于其引荐下，茅台酒厂酒师何光荣来厂授技，酒厂也派员四十余名赴茅台酒厂学艺；艺成归来后，结合当地情况，酿出了磁州酒，被前中国国家领导人杨成武赞为“河北茅台”。磁州酒乃以红高粱为原料，经端午踩曲、重阳下沙、九次蒸煮、八次发酵、七次取酒等传统工艺酿成的酱香型白酒。